# Riseup
Pour les articles homonymes, voir Rise Up.
Riseup est un collectif autonome de tendance libertaire, fournissant des comptes e-mail sécurisés, des listes de diffusion, des VPN, une messagerie instantanée, et d'autres services en ligne. Il a été fondé par des militants de Seattle en 1999.

## Objectif
Son objectif est de soutenir les changements sociaux en combattant le contrôle social et la surveillance de masse par le biais de la distribution d'outils sécurisés. Selon leur site web, leur but est « d’aider à la création d’une société libre, un monde avec l’insouciance et la liberté d’expression, un monde sans oppression ou hiérarchie, où le pouvoir est partagé de manière égalitaire.».
Ses actions comportent notamment la pétition StopWatching.Us contre la surveillance mondiale d'internet révélée par Edward Snowden.

## Produits
Riseup fournit des produits pour sécuriser facilement ses communications sur Internet, en utilisant par exemple un chiffrement fort, des services anonymiseurs, et une conservation minimale des données. Ces services sont destinés à des particuliers, à des organisations à but non lucratif et à des groupes d'activistes.
Leur service de messagerie est disponible via IMAP, POP3, et un client web ou shell. L'interface web est une variante de Roundcube.

## Recherche
Le collectif héberge l'organisation Riseup Labs, qui est reconnue comme organisation 501c3 aux États-Unis.
Des services tels que Monkeysphere, Backupninja et Debian Grimoire sont proposés.

### Crabgrass
Riseup Labs héberge un service Crabgrass de réseau social, d'organisation et de collaboration. Il est sous licence AGPL et est basé sur Ruby on Rails et sa première version est sortie en 2009 et le développement a réellement pris son essor après le recrutement par Riseup d'une équipe de développement dédiée.
Le service propose entre autres des listes de tâches, un wiki, un service de rendez-vous, l'hébergement de fichier, des pages de discussions, des sondages, des galeries d'images, un service de messagerie instantané, un système de label pour les contenus, et un service de recherche de contenus. 
Les données sont chiffrées, leur accès aussi via SSL/HTTPS, et leur partage se fait avec certains comptes et non tout le monde par défaut. Ce service rassemble des fonctionnalités de Facebook, Meetup, et 37 Signals' tools, avec l'objectif de garantir la vie privée et la sécurité.

## Listes de diffusion
Le collectif héberge des listes de diffusion. En 2011, il annonce gérer 13 000 listes et 2 millions de comptes, et se base sur 50 serveurs.
En novembre 2015, 7,2 millions d'utilisateurs sont abonnés à des listes de diffusion hébergées sur Riseup.

## Pression de la part des autorités

### Arrestations d'anarchistes en Espagne
En janvier 2015, l'Electronic Frontier Foundation a critiqué des arrestations d'anarchistes en Espagne, qui auraient en partie pour justification une utilisation d'e-mail avec des mesures de sécurité extrêmes, fournis par Riseup,.

### Coopération forcée et chiffrement individuel de chaque boite aux lettres
Le 16 novembre 2016, Riseup suscite des inquiétudes du fait de l'absence de mise-à-jour de ce canari, signal qui permet d'informer d'une possible compromission du service lors d'une requête judiciaire. Le groupe indique ne pas voir reçu de demande judiciaire par National Security Letters or FISA au 16 août 2016. 
Au début de l'année 2017, la justice force le collectif à fournir au Federal Bureau of Investigation des États-Unis des informations sur des comptes impliqués dans une extorsion par déni de service et un rançongiciel. Le collectif se voit interdire de mettre à jour son canari par la justice. Le collectif annonce que « L'extorsion viole clairement la lettre et l'esprit de notre contrat social avec les internautes. Nous vous protégeons tant que vous n'avez pas d'agenda exploiteur, misogyne, raciste ou fanatique ».
Riseup met alors en place le chiffrement individuel des nouvelles boites aux lettres. Ce chiffrement utilise la bibliothèque NaCl et n'est pas fait de bout en bout mais concerne les courriels sur les serveurs. Riseup annonce aussi le chiffrement de bout-en-bout pour le courant de l'année. 
En juillet 2018, la justice allemande cible Torservers, qui collecte des dons pour Riseup en Europe, pour obtenir des informations sur les détenteurs de compte Riseup. Riseup indique en effet être dans l'incapacité de fournir ces informations, et informe que les coordonnées bancaires IBAN de donateurs sont probablement aux mains  des autorités depuis janvier 2018. 